# Ratchaburi
Ratchaburi (tajski: ราชบุรี) - miasto w zachodniej Tajlandii, nad rzeką Klong, na zachód od Bangkoku, ośrodek administracyjny prowincji Ratchaburi. Około 94 tys. mieszkańców.